# Peter Baldwin (Regisseur)
Peter Baldwin (* 11. Januar 1931 in Winnetka, Illinois; † 19. November 2017 in Pebble Beach, Kalifornien) war ein US-amerikanischer Schauspieler und Fernsehregisseur.

## Leben
Baldwin arbeitete für eine kurze Zeit als Fotomodell, bevor er 1952 einen Schauspielvertrag bei der Paramount erhielt und seine jugendliche, gutaussehende, sportliche Erscheinung in meist positiven Rollen der 1950er Jahre zur Geltung bringen konnte, und sich gleichzeitig als verlässlicher Schauspieler etablierte. Roberto Rossellini holte ihn 1960 für Es war Nacht in Rom nach Italien, wo er bis 1972 eine bescheidene, aber stetige Karriere fortsetzte.
1964 betätigte sich Baldwin erstmals als Regisseur beim US-Fernsehen. In der Folge verlegte er sich von der Schauspielerei zusehends auf seine Arbeit als vielbeschäftigter Fernsehregisseur auf, der bis in die 2000er-Jahre zahllose Episoden für rund 100 Serien drehte. Er war vor allem für Sitcoms wie The Andy Griffith Show, Happy Days, Familienbande, Alf, Wunderbare Jahre, Full House und Sabrina – Total Verhext! tätig. Ab und zu war er auch als Regieassistent für Kinofilme (wie bei Vittorio De Sicas Siebenmal lockt das Weib) tätig.

## Filmografie (Auswahl)

### Darsteller
- 1952: The Turning Point
- 1953: Stalag 17
- 1953: Houdini, der König des Varieté (Houdini)
- 1956: Die zehn Gebote (The Ten Commandments)
- 1957: Mit dem Satan auf Du (Short Cut to Hell)
- 1957: Stern des Gesetzes (The Tin Star)
- 1958: The Space Children
- 1958: Reporter der Liebe (Teacher’s Pet)
- 1958: I Married a Monster from Outer Space
- 1959: Die Falle von Tula (The Trap)
- 1960: Es war Nacht in Rom (Era notta a Roma)
- 1960: Liebesnächte in Rom (Un amore a Roma)
- 1963: Lo spettro
- 1965: La donna del lago
- 1970: Konzert für eine Pistole (Concerto per pistola solista)
- 1971: Roma bene – Liebe und Sex in Rom (Roma bene)
- 1972: Der Fall Mattei (Il caso Mattei)

### Regisseur
- 1988–1993: Wunderbare Jahre (The Wonder Years) (10 Episoden)
- 2000–2002: Eben ein Stevens (Even Stevens) (6 Episoden)